# Podróż apostolska Jana Pawła II do Bośni i Hercegowiny (2003)
101 podróż apostolska papieża Jana Pawła II odbyła się 22 czerwca 2003 i miała miejsce w Bośni i Hercegowinie. Pielgrzymka była drugą wizytą Jana Pawła II w tym kraju i trwała zaledwie 9 godzin. Pierwsza podróż papież odbył w roku 1997.

## Przebieg wizyty[1]
- 9:40 – przybycie na lotnisko międzynarodowe w Banja Luce i ceremonia powitalna
- 10:00 – spotkanie papieża z członkami Prezydium Bośni i Hercegowiny
- 10:30 – przybycie papieża do franciszkańskiego klasztoru Trójcy Świętej w Petrićevac
- 11:30 – msza beatyfikacyjna Jana Merza
- 14:30 – obiad papieża z miejscowymi biskupami oraz kardynałami z jego otoczenia
- 17:30 – spotkanie z członkami władz kraju i Rady Międzyreligijnej Bośni i Hercegowiny
- 18:30 – prywatne nawiedzenie katedry w Banja Luce
- 18:45 – odjazd na lotnisko i ceremonia pożegnalna